# Jacques Heers
Jacques Heers (París, 6 de julio de 1924-Angers, 10 de enero de 2013) fue un historiador francés especializado en la Edad Media. Profesor de la Universidad de París X Nanterre y director de los estudios medievales de La Sorbona. Aunque fue alumno de Fernand Braudel, no se le enmarca en ninguna escuela histórica.

## Biografía
Jacques Heers nació en París, y fue alumno en La Ferté-Bernand en el departamento de Sarthe, donde sus padres tenían un comercio. Tras su paso por el instituto, acude a estudiar Historia en La Sorbona. Tras licenciarse fue profesor en diferentes centros franceses, como en Alençon o Le Mans.
Desde 1951 se vinculó al Centre National de la Recherche Scientifique. Allí fue alumno de Braudel, que le envió a Italia para preparar una tesis doctoral sobre Génova en el siglo XV, la cual fue terminada en 1958. A su regreso a Francia, fue asistente de Georges Duby en la Universidad de Aix-en-Provence. Un año antes había sido nombrado profesor en la Universidad de Argel, donde ejercería hasta 1962. A partir de ahí fue profesor en diferentes universidades, desde la de Caen hasta La Sorbona.
En su libro La invención de la Edad Media, Jacques Heers pretendió desmitificar los tópicos sobre la Edad Media como una época oscurantista:

"al hablar de la Edad Media, prácticamente todos los autores han condenado el cristianismo de un modo sistemático y sin matices, alcanzando a veces los grados más altos del disparate. Desde los años 1700 o 1750 hasta nuestros días, todos se han dedicado — en distintos géneros literarios y utilizando a veces acertadamente su talento literario— a ofrecer una imagen detestable de la Iglesia medieval. Esa corriente «histórica», latente desde los filósofos «a la manera de» Rousseau y Voltaire, se ha visto considerablemente reforzada por el anticlericalismo virulento de los años 1890-1910 y posteriormente, desde hace poco tiempo, por el cuestionamiento dentro de la propia Iglesia católica de ciertos valores y creencias, así como de determinadas formas de vida religiosa. De modo que, lejos de debilitarse, ese desprecio y esos rechazos siguen teniendo fuerza en nuestros días."

En esta demonización y falseamiento de la Edad Media también participaron escritores como Balzac, Victor Hugo, Ernest Renan y Jules Michelet; así como las leyes educativas promovidas por Jules Ferry. Según Heers, estos y otros autores estarían "comprometidos desde hace mucho tiempo en la lucha por desacreditar todo lo que, en el pasado, no cuadraba con su ideal de Estado centralizador; todo lo que les parecía ajeno al «progreso» industrial, mercantil y burgués. Esos autores han hecho nuestra historia oficial con una absoluta impunidad. A ellos les debemos esa imagen de la
Edad Media que todavía se impone, apenas matizada, en nuestro folklore político y en nuestro bagaje cultural; esa imagen siniestra, falseada hasta el punto de que parece el reverso de las realidades."
Heers también negó los conceptos de sociedad feudal y economía feudal: 

"Sociedad feudal y economía feudal son dos conceptos inventados y naturalmente muy ambiguos, cuando no vacíos de sentido. Ese error se acompaña además de generalizaciones abusivas. Se le hace un gran honor al sistema feudal, y se le da demasiada importancia, al invocarlo en todo momento, para grandes períodos cronológicos y para todos los países de Occidente, como si ese sistema formara en todas partes el esqueleto de las sociedades y de las civilizaciones. De hecho, el feudalismo puro o clásico, tal como lo describen generalmente los manuales, solamente se aplicó en todo su rigor y amplitud a las relaciones políticas de una área geográfica relativamente reducida, la que los historiadores franceses de la primera mitad del siglo — y yo diría más bien los de la escuela «de París»— podían observar con más facilidad: Ile-de-France, Picardía, Champagne... En otros lugares se produjeron otros procesos. En el sur de Europa, los derechos feudales hallaron muchos obstáculos y tuvieron que adaptarse a herencias o tradiciones; fue el caso de Provenza, del Languedoc e incluso de Aquitania; y todavía más en el caso del norte de Italia. Los países germánicos también evolucionaron de otra forma distinta.

En esa misma obra criticó la visión que Henri Pirenne y especialmente sus discípulos tenían de la ciudad medieval como algo totalmente diferente del campo.

## Publicaciones
- Libérer Jérusalem la première croisade, Éditions Perrin.
- De Saint Louis à Louis XI, Éditions Bartillat.
- Jacques Cœur, Éditions Perrin.
- Fêtes des fous et carnavals, Éditions Hachette.
- Précis d’histoire du Moyen Âge, Presses universitaires de France.
- Le clan familial au Moyen Âge - Étude sur les structures politiques et sociales des milieux urbains, Presses universitaires de France.[8]
- Gênes au XVe Siècle, 1961.[9][10][11][12]
- 1492-1530 la ruée vers l’Amérique - les mirages et les fièvres ?, Complexe Éditions.
- Christophe Colomb, Hachette Littérature.
- Parties and Political Life in the Medieval West, 1977.[13][14]
- La découverte de l'Amérique, Editions Complexe, 1991.[15]
- Le Moyen Âge, une imposture, Éditions Perrin, 1999.[16]
- L’Occident aux s. XIV et S.XV, Presses universitaires de France.[17][18]
- Les barbaresques - Course et guerre en Méditerranée, s.XIV-s.XVI, Éditions Perrin.
- La première croisade, Éditions Perrin.[19]
- Louis XI, Éditions Perrin.[20]
- La cour pontificale au temps des Borgia et des Médicis, Éditions Hachette.
- La ville au Moyen Âge en Occident, Éditions Hachette.
- Chute et mort de Constantinople - 1204-1453, Éditions Perrin
- Les Négriers de l’Islam - La première traite des noirs s.VIIe-s.XV siècles, Éditions Perrin, 2003.[21]
- Gilles de Rais, Éditions Perrin, 2005.[22]
- L’Histoire assassinée - Les pièges de la mémoire, Éditions de Paris, 2006.
- Le Travail au Moyen Âge, Presses universitaires de France, 1965.
- Machiavel, 1985.[23]
- Marco Polo, 1983.[24]
- La ruée vers l'Amérique: le mirage et les fièvres, 1992.[25][26]
- La naissance du capitalisme au Moyen Âge.[27]
- Le clan des Médicis.[28]

### Ediciones en español
- Heers, Jacques (1988). Carnavales y fiestas de locos. Edicions 62. ISBN 978-84-297-2739-5.

- — (1989). Esclavos y sirvientes en sociedades mediterráneas durante la Edad Media. Institución Alfonso el Magnánimo (Valencia). ISBN 978-84-7822-971-0.

- — (1991). Historia de la Edad Media. Editorial Labor. ISBN 978-84-335-1737-1.

- — (2004). Marco Polo. Ediciones Folio. ISBN 978-84-413-2013-0.

- — (1984). Occidente durante los siglos XIV y XV. Editorial Labor. ISBN 978-84-335-9332-0.

- — (2003). Los berberiscos. Editorial Ariel. ISBN 978-84-344-6663-0.

- — (1978). El clan familiar en la Edad Media. Editorial Labor. ISBN 978-84-335-1718-0.

- — (2000). La invención de la Edad Media. Editorial Crítica[29]. ISBN 978-84-8432-032-6.

- — (1997). La primera cruzada. Editorial Andrés Bello. ISBN 978-84-89691-11-7.